# Мише Развигоров
Михаил (Мише) Спиров Развигоров с псевдоним Клебел е български революционер, деец на българското националноосвободителното движение в Македония и Одринско.

## Биография
Роден е през 1873 година в Щип в семейство на революционери. Братята му Александър и Емануил (Мане) също са видни дейци на Вътрешната македоно-одринска революционна организация, а племенникът му - Ипократ Развигоров (1900-1927) и синът му Страхил Развигоров (1897-1948) са сред забележителните фигури на ВМРО след Първата световна война.
Завършва V клас на Солунската българска мъжка гимназия и III клас на Кюстендилското педагогическо училище в 1896 година. В Кюстендилското училище към 1893 година участва в образуването на Младежкото македонско дружество. Изключен е заради ученически бунт и завършва средното си образование в Педагогическото училище в Казанлък.
През 1895 година се завръща в родния си град и работи като учител. През същата година се включва в редовете на ВМОРО. В края на 1897 година, след разкритията на властта във връзка с Винишката афера, е арестуван. За да спаси другарите си, поема цялата вина върху себе си, вследствие на което е осъден на доживотен затвор в Подрум кале в Мала Азия.
През август 1902 година е амнистиран. Установява се в Кюстендил, където поема ръководството на пограничния пункт.
Участва в подготовката на Илинденско-Преображенското въстание в 1903 година. От 1904 година е щипски околийски войвода. През септември 1904 година с четата си участва в така нареченото Кокошинско клане наказва осем сърбомани в кумановското село Кокошине, уличени в участието в мрежа, предала четата на Славейко Арсов на турските власти.
| Чета на Мише Развигоров, 8 декември 1903 година | Чета на Мише Развигоров, 8 декември 1903 година | Чета на Мише Развигоров, 8 декември 1903 година | Чета на Мише Развигоров, 8 декември 1903 година | Чета на Мише Развигоров, 8 декември 1903 година  |
| Номер                                           | Име                                             | Селище                                          | Околия                                          | Забележка                                        |
| ----------------------------------------------- | ----------------------------------------------- | ----------------------------------------------- | ----------------------------------------------- | ------------------------------------------------ |
| 1.                                              | Мише Развиговор                                 | Щип                                             | Щипска                                          |                                                  |
| 2.                                              | Боби Стойчев                                    | Дряново                                         | Търновска                                       |                                                  |
| 3.                                              | Мишо Шестаков                                   | Щип                                             | Щипска                                          | върнал се по свое желание на 8 юни 1904 г.       |
| 4.                                              | Иван Джамов                                     | Софилари                                        | Щипска                                          | върнал се доброволно на 21 декември 1904 г.      |
| 5.                                              | Петре Залчев Жабата                             | Щип                                             | Щипска                                          | върнал се доброволно на 21 декември 1904 г.      |
| 6.                                              | Стоян Параспуров                                | Щип                                             | Щипска                                          | върнал се по очна болест на 5 януари 1904 г.     |
| 7.                                              | Шене Миладинов                                  | Балван                                          | Щипска                                          | върнал се по непокорство на 6 януари 1904 г.     |
| 8.                                              | Салтир Монев                                    | Балван                                          | Щипска                                          | върнал се по непокорство на 6 януари 1904 г.     |
| 9.                                              | Стойко Върба Янев                               | Балван                                          | Щипска                                          | върнал се по свое желание на 9 юни 1904 г.       |
| 10.                                             | Тоде Иванов                                     | Карбинци                                        | Щипска                                          | върнал се по непригодност на 22 февруари 1904 г. |
| 11.                                             | Иван Делибашов                                  | Панагюрище                                      |                                                 | върнал се по несъгласие на 5 януари 1904 г.      |
| 12.                                             | Салтир М. Даскалов                              | Пловдив                                         |                                                 | повърнат по негодност на 22 февруари 1904 г.     |
| 13.                                             | Пано Иванов Поляка                              | Ново село                                       | Щипска                                          |                                                  |
| 14.                                             | Йордан Коцов                                    | Ново село                                       | Щипска                                          | върнат по болест на 5 януари 1904 г.             |
| 15.                                             | Яне Христов                                     | Соколарци                                       | Кочанска                                        | върнат по негодност на 22 февруари 1904 г.       |
| 16.                                             | Санде Долянски                                  | Долани                                          | Щипска                                          | върнал се по свое желание на 8 юни 1904 г.       |
| 17.                                             | Пенчо Николов                                   | Сливен                                          | Сливенска                                       | върнал се ранен на 21 ноември 1904 г.            |
| 18.                                             | Иван Пеливанов                                  | Велес                                           | Велешка                                         |                                                  |
| 19.                                             | Сандо Арсов                                     | Тръстеник                                       | Кумановска                                      | заминал легално на 10 юли 1904 г.                |
| 20.                                             | Коста Нунков                                    | Чирпан                                          | Чирпанска                                       | минал за войвода в Кумановско                    |
| 21.                                             | Даме Мартинов                                   | Велес                                           | Велешка                                         |                                                  |
| 22.                                             | Гроздан Рандев                                  | Карнобат                                        | Карнобатска                                     | изолиран по пиянство                             |
| 23.                                             | Стефан Петров                                   | Велес                                           | Велешка                                         | върнал се                                        |
| 24.                                             | Георги Камчев                                   | Ново село                                       | Щипска                                          | върнал се                                        |
| 25.                                             | Никола Андреев                                  | Мокрени                                         | Костурска                                       |                                                  |
| 26.                                             | Яне Костов                                      | Прекопана                                       | Леринска                                        |                                                  |
| 27.                                             | Ефрем Чучков                                    | Щип                                             | Щипска                                          |                                                  |
| 28.                                             | Стефан Костов Боримечката                       |                                                 | Дедеагачка                                      |                                                  |

През 1905 година Развигоров е делегат Скопския окръжен конгрес и на Рилския общ конгрес на ВМОРО, а през 1906 година е избран за член на Скопския окръжен комитет на ВМОРО. За известно време като секретар в четата му се включва и бъдещият ръководител на ВМРО Тодор Александров.
| Чета на Мише Развигоров, 11 април 1905 година | Чета на Мише Развигоров, 11 април 1905 година | Чета на Мише Развигоров, 11 април 1905 година | Чета на Мише Развигоров, 11 април 1905 година | Чета на Мише Развигоров, 11 април 1905 година |
| Номер                                         | Име                                           | Селище                                        | Околия                                        | Забележка                                     |
| --------------------------------------------- | --------------------------------------------- | --------------------------------------------- | --------------------------------------------- | --------------------------------------------- |
| 1.                                            | Мише Развигоров                               | Щип                                           | Щипска                                        |                                               |
| 2.                                            | Петър Казак                                   | Устран дол                                    | Кочанска                                      | избягал                                       |
| 3.                                            | Зафир Милошов                                 | Нивичани                                      | Кочанска                                      |                                               |
| 4.                                            | Васе Митов                                    | Добрейци                                      | Струмишка                                     |                                               |
| 5.                                            | Конст. Христов Сребрев                        | Радовиш                                       | Скопска                                       | по неспособност                               |
| 6.                                            | Милан Туджаров                                | Щип                                           | Щипска                                        |                                               |

| Чета на Мише Развигоров, октомври 1906 година | Чета на Мише Развигоров, октомври 1906 година | Чета на Мише Развигоров, октомври 1906 година | Чета на Мише Развигоров, октомври 1906 година | Чета на Мише Развигоров, октомври 1906 година |
| Номер                                         | Име                                           | Селище                                        | Околия                                        | Забележка                                     |
| --------------------------------------------- | --------------------------------------------- | --------------------------------------------- | --------------------------------------------- | --------------------------------------------- |
| 1.                                            | Мише Развигоров                               |                                               |                                               | завърнал се                                   |
| 2.                                            | Тодор Радев                                   |                                               | Бесарабия                                     |                                               |
| 3.                                            | Сандо Стоянов                                 |                                               |                                               |                                               |
| 4.                                            | Славчо Атанасов                               | Злетово                                       | Кратовска                                     | завърнал се                                   |

Мише Развигоров пленява Коста Георгиев, секретар в четата на Кръстьо Българията, като в кореспонденцията им намира информация за издевателстване над местното население и дейци на организацията. Влиза в задочен спор с другия ръководител на скопския окръжен комитет Петър Ангелов.
Според Ефрем Чучков през 1907 година Мише Развигоров е предаден от Марко Секулички, който по внушение от София се свързва с Ване Икономски от Щип от чорбаджийската партия, които развиват партизанщина и разцепление във ВМОРО. Край Щип четата му е обградена от турска войска и след продължително сражение, за да не попадне в ръцете на османските части, Мише Развигоров се самоубива в подпалена от врага къща на 3 април 1907 година. В сражението загиват още четникът Петър Залчев Жабата и членът на градската организация Милан Кръстев.

В статия по случай годишнината от смъртта на Мише Развигоров през 1943 година Ангел Узунов пише статия в списание Илюстрация Илинден, в която се чете: 
| „ | Днес Македония е свободна и обединена с майка България и безсмътният дух на Мише Развигоров е успокоен. | “ |

- Мише Развигоров, Даме Груев, Ефрем Чучков, Атанас Бабата
- Четата на Мише Развигоров (третият на втория ред), Ефрем Чучков (четвъртият на втория ред) и Атанас Бабата (четвъртият на първия ред)
- Сборната чета на Скопския конгрес. Войводите Ефрем Чучков, Мише Развигоров, Атанас Бабата, Стефан Димитров, Кръстьо Българията, Петър Ангелов, Константин Нунков и други
- Надгробната плоча на Мише Развигоров днес

## Родословие
|  |  |                                     |                                     |                                     |                                     |                                     |                                     |  |  |                               |                               |                               |                               |                               |                               |  |  | Спиро Развигоров                 |                                  |                                  |                                  |                                  |                                  |  |  |                                  |                                  |                                  |                                  |                                  |                                  |  |  |                   |                   |                   |                   |                   |                   |  |  |  |  |  |  |  |  |  |  |  |  |  |  |  |  |  |  |  |  |  |  |  |  |  |  |
|  |  |                                     |                                     |                                     |                                     |                                     |                                     |  |  |                               |                               |                               |                               |                               |                               |  |  |                                  |                                  |                                  |                                  |                                  |                                  |  |  |                                  |                                  |                                  |                                  |                                  |                                  |  |  |                   |                   |                   |                   |                   |                   |  |  |  |  |  |  |  |  |  |  |  |  |  |  |  |  |  |  |  |  |  |  |  |  |  |  |
|  |  |                                     |                                     |                                     |                                     |                                     |                                     |  |  |                               |                               |                               |                               |                               |                               |  |  |                                  |                                  |                                  |                                  |                                  |                                  |  |  |                                  |                                  |                                  |                                  |                                  |                                  |  |  |                   |                   |                   |                   |                   |                   |  |  |  |  |  |  |  |  |  |  |  |  |  |  |  |  |  |  |  |  |  |  |  |  |  |  |
|  |  | Александър Развигоров (1874 – 1946) | Александър Развигоров (1874 – 1946) | Александър Развигоров (1874 – 1946) | Александър Развигоров (1874 – 1946) | Александър Развигоров (1874 – 1946) | Александър Развигоров (1874 – 1946) |  |  | Мише Развигоров (1873 – 1907) | Мише Развигоров (1873 – 1907) | Мише Развигоров (1873 – 1907) | Мише Развигоров (1873 – 1907) | Мише Развигоров (1873 – 1907) | Мише Развигоров (1873 – 1907) |  |  | Емануил Развигоров (1886 – 1919) | Емануил Развигоров (1886 – 1919) | Емануил Развигоров (1886 – 1919) | Емануил Развигоров (1886 – 1919) | Емануил Развигоров (1886 – 1919) | Емануил Развигоров (1886 – 1919) |  |  | Томе Развигоров                  | Томе Развигоров                  | Томе Развигоров                  | Томе Развигоров                  | Томе Развигоров                  | Томе Развигоров                  |  |  | Мария Развигорова | Мария Развигорова | Мария Развигорова | Мария Развигорова | Мария Развигорова | Мария Развигорова |  |  |  |  |  |  |  |  |  |  |  |  |  |  |  |  |  |  |  |  |  |  |  |  |  |  |
|  |  | Александър Развигоров (1874 – 1946) | Александър Развигоров (1874 – 1946) | Александър Развигоров (1874 – 1946) | Александър Развигоров (1874 – 1946) | Александър Развигоров (1874 – 1946) | Александър Развигоров (1874 – 1946) |  |  | Мише Развигоров (1873 – 1907) | Мише Развигоров (1873 – 1907) | Мише Развигоров (1873 – 1907) | Мише Развигоров (1873 – 1907) | Мише Развигоров (1873 – 1907) | Мише Развигоров (1873 – 1907) |  |  | Емануил Развигоров (1886 – 1919) | Емануил Развигоров (1886 – 1919) | Емануил Развигоров (1886 – 1919) | Емануил Развигоров (1886 – 1919) | Емануил Развигоров (1886 – 1919) | Емануил Развигоров (1886 – 1919) |  |  | Томе Развигоров                  | Томе Развигоров                  | Томе Развигоров                  | Томе Развигоров                  | Томе Развигоров                  | Томе Развигоров                  |  |  | Мария Развигорова | Мария Развигорова | Мария Развигорова | Мария Развигорова | Мария Развигорова | Мария Развигорова |  |  |  |  |  |  |  |  |  |  |  |  |  |  |  |  |  |  |  |  |  |  |  |  |  |  |
|  |  |                                     |                                     |                                     |                                     |                                     |                                     |  |  |                               |                               |                               |                               |                               |                               |  |  |                                  |                                  |                                  |                                  |                                  |                                  |  |  |                                  |                                  |                                  |                                  |                                  |                                  |  |  |                   |                   |                   |                   |                   |                   |  |  |  |  |  |  |  |  |  |  |  |  |  |  |  |  |  |  |  |  |  |  |  |  |  |  |
|  |  | Страхил Развигоров (1897 – 1948)    | Страхил Развигоров (1897 – 1948)    | Страхил Развигоров (1897 – 1948)    | Страхил Развигоров (1897 – 1948)    | Страхил Развигоров (1897 – 1948)    | Страхил Развигоров (1897 – 1948)    |  |  | Никола Коларов (1902 – 1961)  | Никола Коларов (1902 – 1961)  | Никола Коларов (1902 – 1961)  | Никола Коларов (1902 – 1961)  | Никола Коларов (1902 – 1961)  | Никола Коларов (1902 – 1961)  |  |  | Бойка Коларова                   | Бойка Коларова                   | Бойка Коларова                   | Бойка Коларова                   | Бойка Коларова                   | Бойка Коларова                   |  |  | Ипократ Развигоров (1900 – 1927) | Ипократ Развигоров (1900 – 1927) | Ипократ Развигоров (1900 – 1927) | Ипократ Развигоров (1900 – 1927) | Ипократ Развигоров (1900 – 1927) | Ипократ Развигоров (1900 – 1927) |  |  |                   |                   |                   |                   |                   |                   |  |  |  |  |  |  |  |  |  |  |  |  |  |  |  |  |  |  |  |  |  |  |  |  |  |  |
|  |  | Страхил Развигоров (1897 – 1948)    | Страхил Развигоров (1897 – 1948)    | Страхил Развигоров (1897 – 1948)    | Страхил Развигоров (1897 – 1948)    | Страхил Развигоров (1897 – 1948)    | Страхил Развигоров (1897 – 1948)    |  |  | Никола Коларов (1902 – 1961)  | Никола Коларов (1902 – 1961)  | Никола Коларов (1902 – 1961)  | Никола Коларов (1902 – 1961)  | Никола Коларов (1902 – 1961)  | Никола Коларов (1902 – 1961)  |  |  | Бойка Коларова                   | Бойка Коларова                   | Бойка Коларова                   | Бойка Коларова                   | Бойка Коларова                   | Бойка Коларова                   |  |  | Ипократ Развигоров (1900 – 1927) | Ипократ Развигоров (1900 – 1927) | Ипократ Развигоров (1900 – 1927) | Ипократ Развигоров (1900 – 1927) | Ипократ Развигоров (1900 – 1927) | Ипократ Развигоров (1900 – 1927) |  |  |                   |                   |                   |                   |                   |                   |  |  |  |  |  |  |  |  |  |  |  |  |  |  |  |  |  |  |  |  |  |  |  |  |  |  |